# Acropora torihalimeda
Acropora torihalimeda là một loài san hô trong họ Acroporidae. Loài này được Wallace miêu tả khoa học năm 1994.